# Tetragnatha lea
Tetragnatha lea là một loài nhện trong họ Tetragnathidae.
Loài này thuộc chi Tetragnatha. Tetragnatha lea được miêu tả năm 1906 bởi Bösenberg & Strand.